# Enkijantus
Enkijantus (Enkiantus; lat. Enkianthus), rod listopadnih ili poluzimzelenih grmova i drveća i smješten u vlastitu potporodicu Enkianthoideae dio porodice vrjesovki. Postoji 13 priznatih vrsta raširenih po Aziji, od Himalaje preko Kine do Japana, i na jug do Vijetnama, Laosa i Mjanmara. Tipična je vrsta Enkianthus quinqueflorus, grm poznat kao »kineski novogodišnji cvijet« i »obješeno zvonce«

## Vrste
1. Enkianthus campanulatus (Miq.) G.Nicholson
2. Enkianthus cernuus (Siebold & Zucc.) Benth. & Hook.f. ex Makino
3. Enkianthus chinensis Franch.
4. Enkianthus deflexus (Griff.) C.K.Schneid.
5. Enkianthus nudipes (Honda) Ueno
6. Enkianthus pauciflorus E.H.Wilson
7. Enkianthus perulatus (Miq.) C.K.Schneid.
8. Enkianthus quinqueflorus Lour.
9. Enkianthus ruber Dop
10. Enkianthus serotina Chun & W.P.Fang
11. Enkianthus serrulatus (E.H.Wilson) C.K.Schneid.
12. Enkianthus sikokianus (Palib.) Ohwi
13. Enkianthus subsessilis (Maxim.) Makino